# MAYBE (久松史奈の曲)
「MAYBE」（メイビー）は、久松史奈の7枚目のシングル。

## 内容
5枚目のアルバム『PLEASURE』の先行シングル。
ディスクジャケット表「MAYBE」「FUMINA HISAMATSU」と、裏「SAY」「FUMINA HISAMATSU」の文字色が、黄緑・ピンク・薄いオレンジの3色が存在している。
タイトル曲「MAYBE」は『日立 世界・ふしぎ発見!』エンディングテーマ。
カップリングの「SAY」は「専門学校東京デザイナー学院」及び「専門学校東京ビジュアルアーツ」コマーシャルソング。

## 収録曲
全作詞：久松史奈
1. MAYBE
作曲：野田晴稔　編曲：難波正司
2. SAY
作曲：TSUKASA　編曲：瀬尾一三
3. MAYBE (inst.)

## レコーディング参加
- 難波正司 - キーボード
- 今剛 - ギター